# Rhampholeon chapmanorum
Rhampholeon chapmanorum – opisany w 1992 r. gatunek jaszczurki z rodziny kameleonowatych (Chamaeleonidae).
Gatunek endemiczny dla nisko położonych lasów południowego Malawi (wzgórz Natundu), ze względu na ich masowe karczowanie pod uprawy i ograniczenie ich powierzchni do małych fragmentów o łącznej powierzchni ok. 0,6 km² krytycznie zagrożony wyginięciem. W 2021 r. potwierdzono występowanie osobników na wolności.
Osiąga 5,5–6,2 cm długości. Żyje na ziemi i żywi się drobnymi bezkręgowcami.